# Jorund
Jorund (nórdico antiguo: Jörundr, n. 487) fue un caudillo vikingo, rey de Svealand, Suecia; pertenecía a la dinastía de los Ynglings en la Era de Vendel (siglo V). Su figura protohistórica aparece en diversas fuentes escandinavas y sagas nórdicas como Ynglingatal, saga Ynglinga, Historia Norvegiæ, saga Skjöldunga y Bjarkarímur. Era hijo del rey Yngvi, y pretendiente al trono de Suecia cuando reclamó su derecho al rey del mar Haki que había usurpado el trono y matado al rey Hugleik y sus hijos en el campo de batalla de Fyrisvellir, gobernando durante tres años a los suiones sin prácticamente oposición.
Jorund era un afamado guerrero y amigo de las expediciones vikingas de saqueo estivales. En una de esas expediciones en Dinamarca, acompañado de su hermano Eirík, se enfrentó a otro contingente de vikingos de Noruega, encabezados por el rey Gudlög de Hålogaland (Noruega), a quien derrotaron y ejecutaron en la horca. Esta historia aparece en el poema Háleygjatal del escaldo Eyvindr skáldaspillir.

## Ynglingatal
Tras recuperar el trono sueco de las manos de Haki, a quien hirió mortalmente, Jorund gobernó en Gamla Uppsala pero siguió con sus incursiones vikingas. Un verano, mientras saqueaba Jutlandia (Dinamarca) se adentró en Limfjorden y amarró en Oddesund donde fue atacado por Gyllaug de Hålogaland, que era el hijo de Gudlög, y estaba apoyado con refuerzos locales que buscaban venganza. Jorund fue superado, perdió la batalla y Gylaug lo ejecutó de la misma forma que Jorund hizo con su padre, ahorcado.
Snorri Sturluson ilustra el evento en un apartado de Ynglingatal:
| Varð Jörundr hinn er endr of dó, lífs of lattr í Limafirði, þá er hábrjóstr hörva Sleipnir bana Goðlaugs of bera skyldi; ok Hagbarðs hersa valdi höðnu leif at halsi gekk. | Jorund ha viajado a lo largo y ancho, pero el mismo caballo debe cabalgar aquel que hizo montar al bravo Gudlög. Él también debe usar un lazo alrededor del cuello Del aire, cayó la soga de Hagbard. El caudillo del ejército por lo tanto debe cabalgar Sobre el caballo de Horva, en el flanco de Lymfjord. |  |

## Historia Norwegiæ
La Historia Norwegiæ presenta un resumen en latín de Ynglingatal, anterior a la cita de Snorri, a continuación de Yngvi (llamado Ingialdr):

Post hunc filius ejus Jorundr, qui cum Danos debellasset, ab eisdem suspensus in loco Oddasund in sinu quodam Daciæ, quem Limafiorth indiginæ appellant, male vitam finivit. Iste genuit Auchun (Aun) [...]
Tras él gobernó su hijo Jorund, quien acabó su vida desafortunada tras luchar contra los daneses, quienes le ahorcaron en Oddesund, en un flanco del mar en Dinamarca que los nativos denominan Limfjorden. Fue padre de Aukun, [...]
Historia Norwegie 

## Otras fuentes
Íslendingabók también cita la línea sucesoria en Ynglingatal:
xiiii Yngvi. xv Jörundr. xvi Aun inn gamli.
La saga Skjöldunga y Bjarkarímur mencionan que Jorund fue derrotado por el rey Fróði (que corresponde al rey de los headobardos, Froda en el poema Beowulf), quien le subyugó y tomó a su hija que le dio un hijo llamado Halfdan, pero había otra mujer que era legítima esposa de Fróði y le dio un heredero llamado Ingjaldr (que corresponde a Ingeld en Beowulf). Junto a uno de sus jarls, Swerting, Jorund conspiró en contra de Fróði y le mató durante un blót.